# Clubiona minor
Clubiona minor là một loài nhện trong họ Clubionidae.
Loài này thuộc chi Clubiona. Clubiona minor được Jörg Wunderlich miêu tả năm 1987.